# Calliste superbe
Tangara fastuosa
Espèce
Statut de conservation UICN

 VU A2cd+3cd+4cd;B1ab(i,ii,iii,iv,v);C2a(i) : Vulnérable
Statut CITES
Le Calliste superbe (Tangara fastuosa), également appelé Calliste fastueux ou Tangara septicolore, est une espèce d'oiseaux de la famille des Thraupidae. C'est une espèce monotypique[réf. souhaitée].

## Description
Cet oiseau a la tête et la nuque vert métallique, les épaules et la gorge bleu ciel, le croupion rouge orangé et tout le reste du corps noir brillant.

## Répartition
Cet oiseau vit dans la nord de la forêt atlantique.